# Vlada Avramov
Pour les articles homonymes, voir Avramov.
Vladimir "Vlada" Avramov (en serbe en écriture cyrillique : Владимир "Влада" Аврамов), né le 5 avril 1979 à Novi Sad en Yougoslavie (aujourd'hui en Serbie) est un footballeur international serbe qui évoluait au poste de gardien de but.

## Palmarès

### En équipe nationale
- 2 sélections et 0 but avec l'équipe de Serbie en 2007.